# Nadakaze (1920)
Nadakaze (jap. 灘風  pol. „wiatr otwartego morza”) – jeden z 15 niszczycieli typu Minekaze zbudowanych dla Cesarskiej Marynarki Wojennej Wielkiej Japonii na początku XX wieku. Jednostka została przebudowana na okręt patrolowy w 1940 roku, a następnie na szybki transportowiec w następnym roku. Po rozpoczęciu wojny na Pacyfiku, brał udział w kampanii filipińskiej w grudniu 1941 roku, w kampanii w Holenderskich Indiach Wschodnich na początku 1942 roku i odegrał niewielką rolę w bitwie pod Midway w czerwcu 1942 roku, zanim został zatopiony przez brytyjski okręt podwodny 25 lipca 1945 roku.

## Budowa i służba
„Nadakaze” został zbudowany w stoczni w Maizuru. Stępkę położono 9 stycznia 1920 roku, zwodowano 26 czerwca tego roku, a wcielono do służby 30 września 1921 roku. Po wejściu do służby okręt został przypisany do 3 dywizjonu niszczycieli w ramach Drugiej Floty. W latach 1937–1939, zadaniem „Nadakaze” było patrolowanie wybrzeża Chin i wsparcie japońskich wojsk w walkach podczas drugiej wojny chińsko-japońskiej. W grudniu 1938 roku 3 dywizjon niszczycieli został rozwiązany, a „Nadakaze” został przeniesiony do rezerwy.

### Jako Patrolowiec Nr 2
W kwietniu 1940 roku, po gruntownych modyfikacjach, „Nadakaze” powrócił do służby w charakterze patrolowca i został przemianowany na Patrolowiec nr 2 (jap. 第二哨戒艇 Dai-ni Shokaitei). Po rozpoczęciu wojny na Pacyfiku 7 grudnia 1941 roku „Patrolowiec nr 2” został powołany do patrolowania i konwojowania wojsk na Filipiny, Holenderskie Indie Wschodnie i Wyspy Salomona. W styczniu 1943 roku okręt został przeniesiony na Wyspy Japońskie, żeby eskortować konwoje pomiędzy Moji, Takao, Sajgonem, Manilią i Singapurem. W grudniu 1943 roku został on przydzielony jako okręt wsparcia Piechoty Morskiej Japońskiej Cesarskiej Marynarki Wojennej z bazą w Balikpapan na Borneo.
25 lipca 1945 roku, został on storреdоwаny i zatopiony przez okręt podwodny HMS „Stubborn” w pobliżu cieśniny Lombok, w archipelagu Małych Wysp Sundajskich. Okręt został skreślony ze stanu marynarki 30 września 1945 roku.

## Źródła
- R. Gardiner & R. Gray: Conway’s All the World’s Fighting Ships: 1906–1921. Annapolis, Maryland: Naval Institute Press, 1984. ISBN 0-85177-245-5.
- Stephen Howarth: The Fighting Ships of the Rising Sun: The Drama of the Imperial Japanese Navy, 1895–1945. Atheneum, 1983. ISBN 0-689-11402-8.
- Hansgeorg Jentschura, Dieter Jung & Peter Mickel: Warships of the Imperial Japanese Navy, 1869–1945. Annapolis, Maryland: United States Naval Institute, 1977. ISBN 0-87021-893-X.
- Allyn D. Nevitt: „IJN Okikaze: Tabular Record of Movement”. Long Lancers. Combinedfleet.com. Dostęp 30 lipca 2017.
- Anthony J. Watts & Brian G. Gordon: The Imperial Japanese Navy. Garden City, New York: Doubleday, 1971. OCLC 202878.
- M.J. Whitley: Destroyers of World War Two. Annapolis, Maryland: Naval Institute Press, 1988. ISBN 0-87021-326-1.